# Eparchia di Vladimir

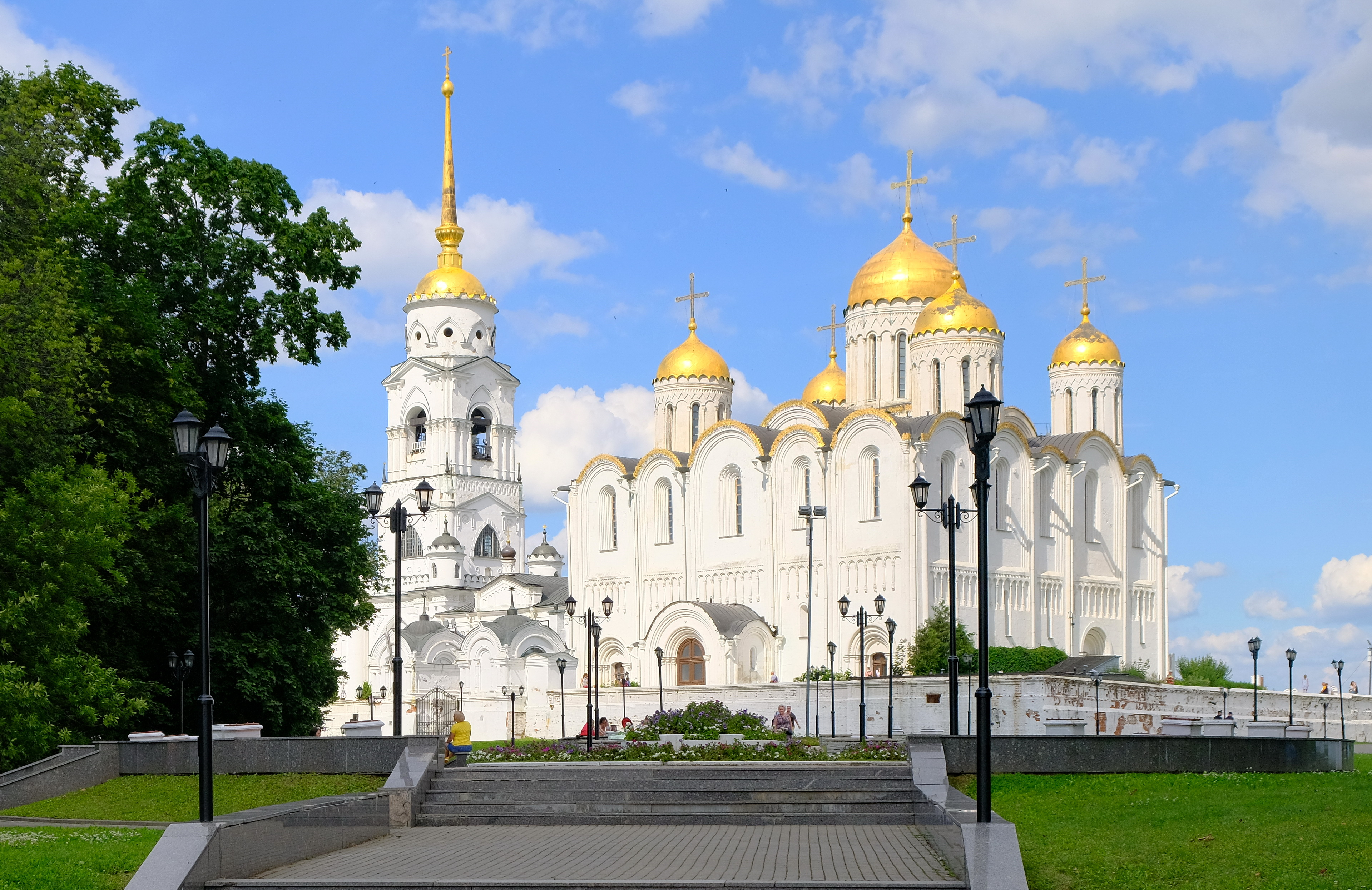
La cattedrale della Dormizione di Vladimir, patrimonio dell'umanità.

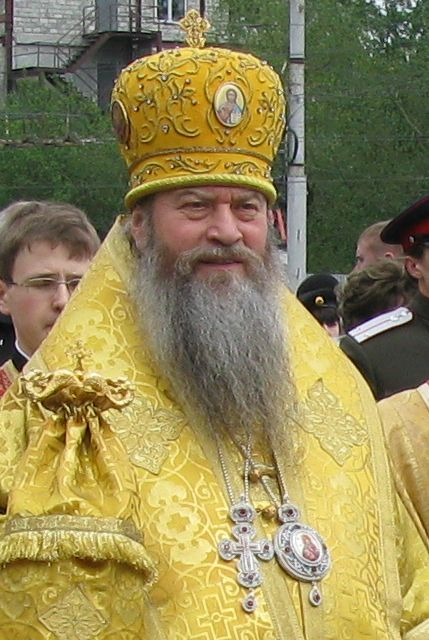
Tichon, metropolita di Vladimir e Suzdal' dal 28 dicembre 2018.

L'eparchia di Vladimir (in russo  Владимирская епархия?, Vladimirskaja eparchija) è una diocesi della Chiesa ortodossa russa, appartenente alla metropolia di Vladimir.

## Territorio
L'eparchia comprende le città di Vladimir e Radužnyj, e i rajon Gus'-Chrustal'nyj, Kovrovskij, Kameškovskij, Sobinskij, Sudogodskij e Suzdal'skij dell'oblast' di Vladimir nel circondario federale centrale.
Sede eparchiale è la città di Vladimir, dove si trova la cattedrale della Dormizione. L'eparca ha il titolo ufficiale di «metropolita di Vladimir e Suzdal'».
Nel 2021 l'eparchia è suddivisa in 11 decanati per un totale di 187 parrocchie.

## Storia
L'eparchia ha origini antiche, fondata nel 1214/1215 con sede a Suzdal'; nel 1273 la sede eparchiale fu trasferita a Vladimir. L'eparchia fu soppressa nel 1299, ma restaurata nel 1744 e unita all'eparchia di Suzdal' nel 1788. Con decisione del Santo Sinodo della Chiesa ortodossa russa, il 16 luglio 2013 l'eparchia cedette porzioni del suo territorio per la fondazione di due nuove eparchie, quelle di Aleksandrov e di Murom.